# Фонарь (архитектура)

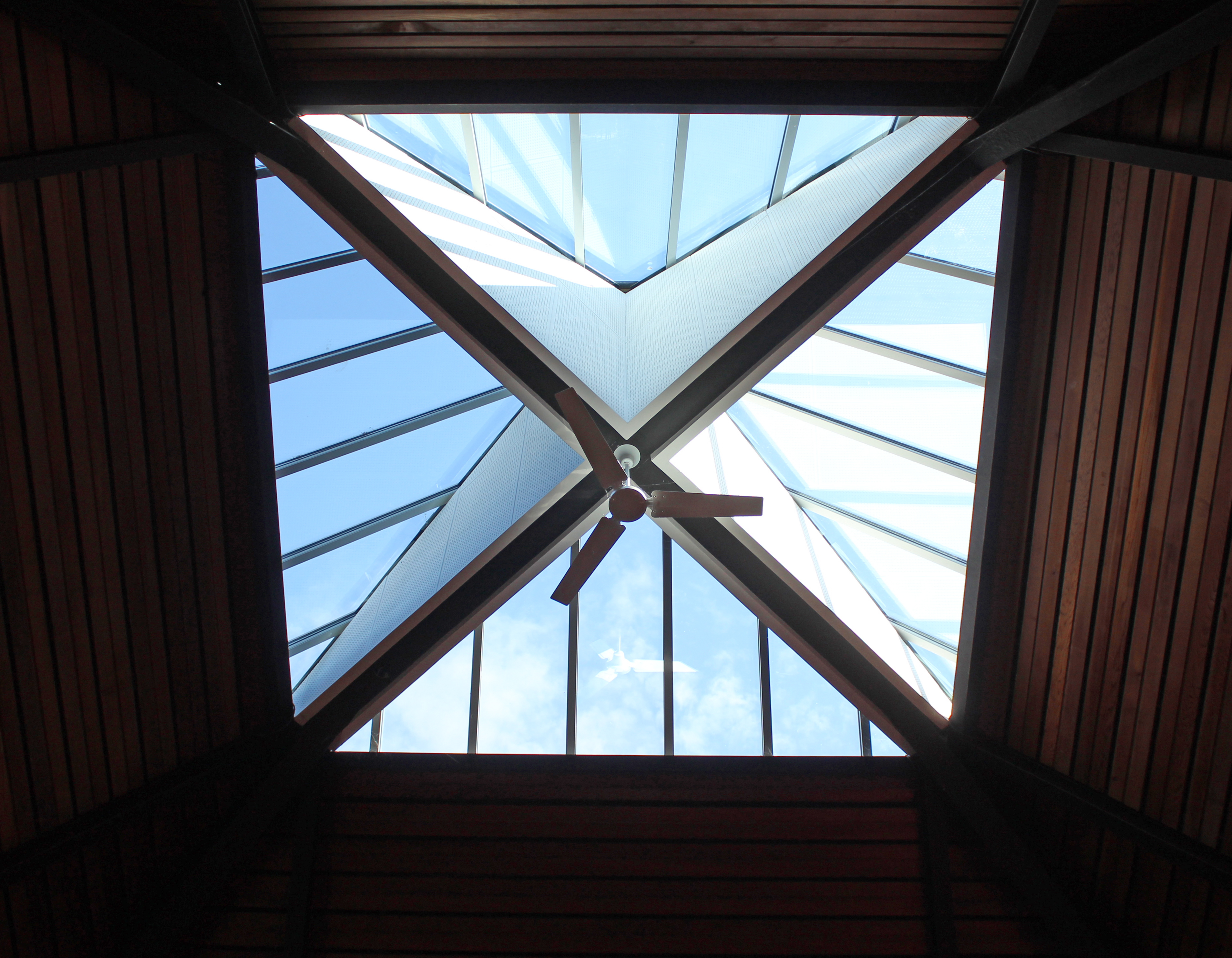
Фонарь объединённой реформированной церкви в Хесуолле (Англия), 1909

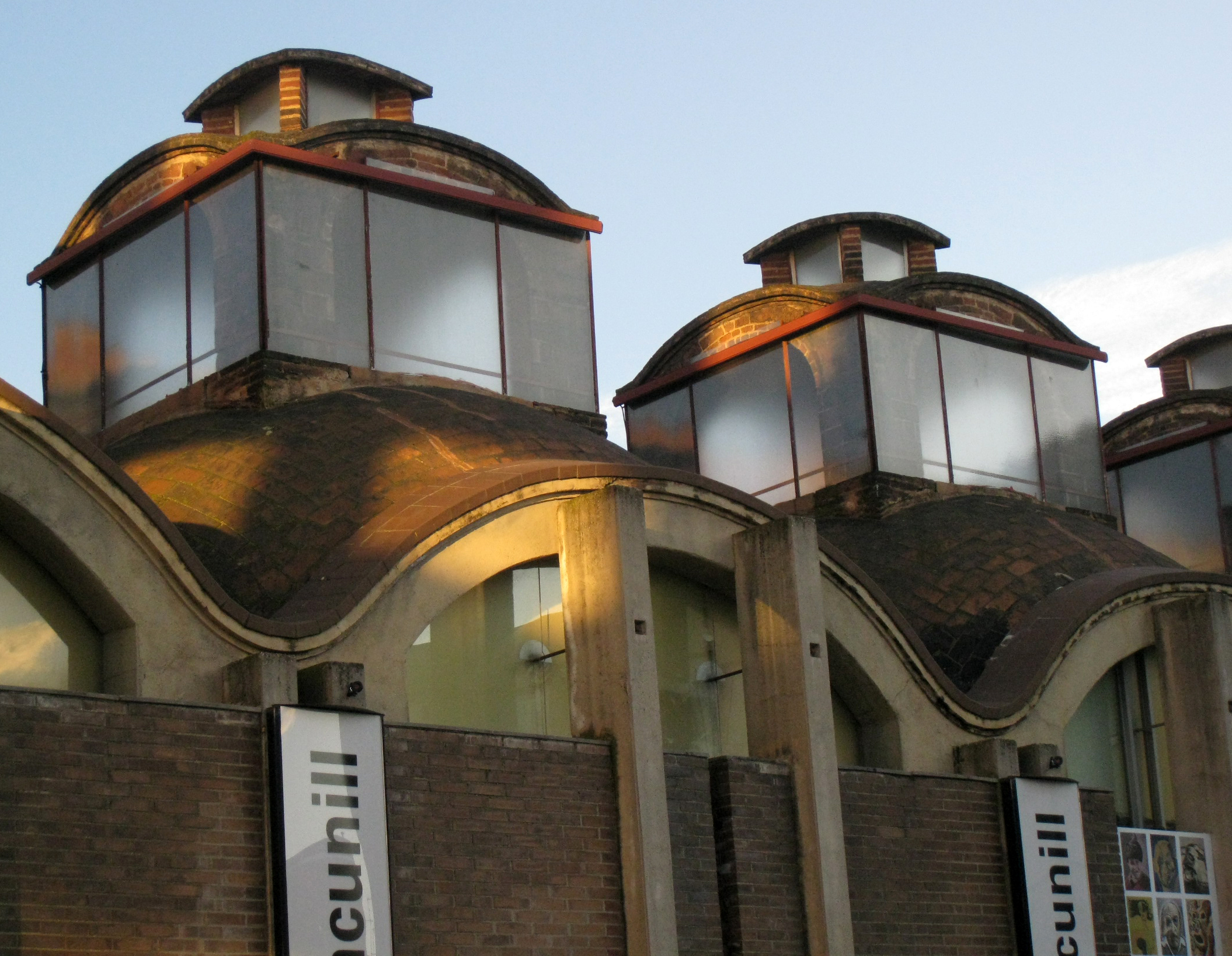
Фонари выставочного зала в Таррасе (Испания), 1921

Фонарь в архитектуре — открытая или застеклённая конструкция, служащая для освещения или вентиляции. В сооружениях разных эпох и различного назначения фонарём в просторечии именовали эркер (застеклённый крытый балкон) или пирамидальную, полусферическую и иной формы надстройку на кровле здания (либо часть кровли типа люка, иллюминатора) для освещения внутреннего пространства лестничной клетки, выставочного зала, фотоателье или художественной мастерской, где необходим дневной свет. Последние в строительной терминологии именуют фонарями верхнего света, или зенитными фонарями.
Под словом «фонарь» понимают также открытый верхний ярус башни, что связано со сходством этого архитектурного элемента с фонарём и использованием его в качестве местоположения сигнального огня. Близкий тип — сигнатурка (колокольная башенка, которая иногда выполняла осветительную функцию).

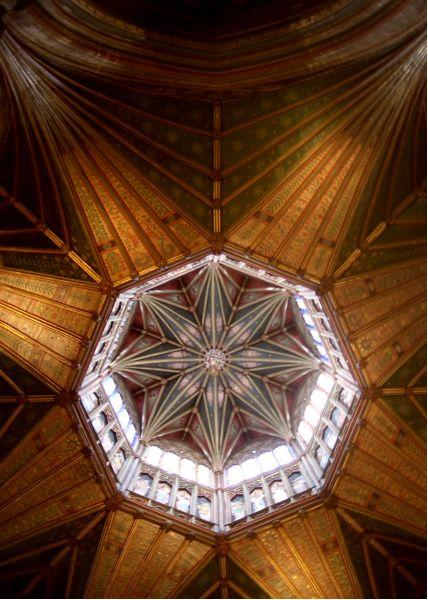
Лантерна кафедрального собора в Или, восточная Англия

В отношении архитектуры эпохи Возрождения и барокко фонарь принято именовать по-итальянски: лантерной. Обычно под этим термином понимается небольшая башенка на вершине купола, увенчанная собственным небольшим куполом или шатром. В архитектуре церквей, соборов и капелл лантерну венчают яблоко и крест. Лантерна имеет оконные проёмы, через которые освещается подкупольное пространство, и декоративную аркаду. Такого рода конструкции встречаются и в средневековых постройках разных стран (лантерна кафедрального собора в Или, Англия).
В западноевропейской и российской архитектуре конструктивизма и функционализма 1910—1930-х годов, а также в постройках модернизма и постмодернизма, в особенности в промышленной архитектуре, остеклённые поверхности стен и кровель, как и ленточные окна, получили широкое распространение. Но такие элементы по причине их органичной связи с несущими конструкциями зданий уже не называли фонарями.